# Edward Nairne

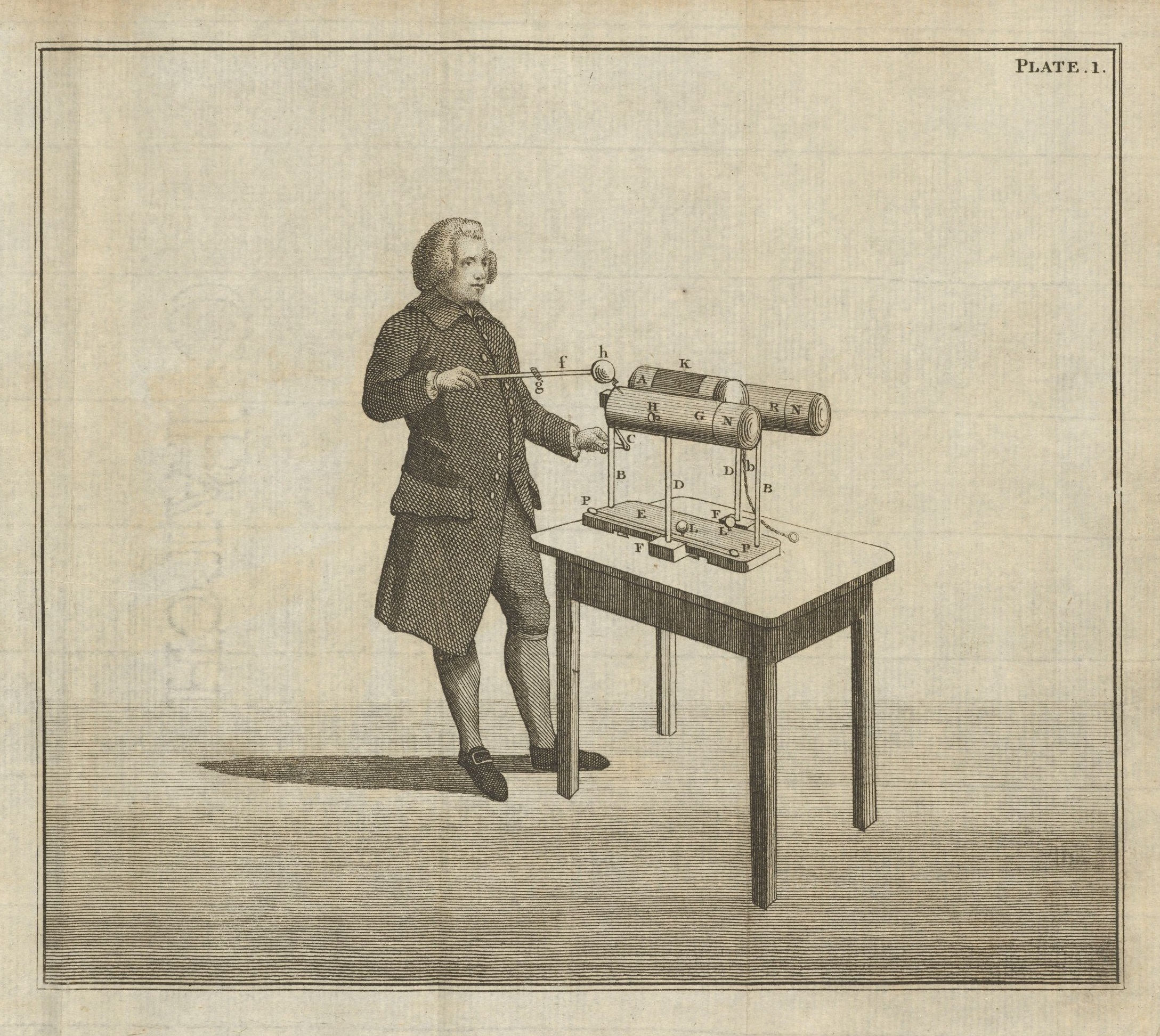
Edward Nairne med sin elektricitetsmaskin.

Edward Nairne, född 1723 i Sandwich, Kent, död 1 september 1806 i London, var en engelsk fysiker och uppfinnare.
Nairne publicerade 1787 beskrivningen till en av honom konstruerad elektricitetsmaskin, en cylindermaskin, som i stället för glasskiva var försedd en glascylinder och därjämte två konduktorer, av vilka den ena stod i förbindelse med rivtyget, så att man kunde uppsamla ettdera eller båda slagen av elektricitet.